# Číslo šelmy
Číslo šelmy je název konceptu, který je zmiňovanán v knize Zjevení svatého Jana Nového zákona, podle něhož je určité konkrétní číslo charakteristickým označením Antikrista.
Většina rukopisů uvádí v této souvislosti číslo 666, některé však číslo 616. Místo, kde je toto číslo uvedeno, zní:
| „             | A nutí všechny, malé i veliké, bohaté i chudé, svobodné i otroky, aby měli na pravé ruce nebo na čele cejch, aby nemohl kupovat ani prodávat, kdo není označen jménem té šelmy nebo číslicí jejího jména. To je třeba pochopit: kdo má rozum, ať sečte číslice té šelmy. To číslo označuje člověka, a je to číslo šest set šedesát šest. | “ |
| — Zj 13,16–18 | |   |

## Kontext 13. kapitoly Zjevení
Pro pochopení významu čísla šelmy v knize Zjevení je důležitý kontext, v němž se toto číslo nachází. Pro préteristický výklad zjevení je navíc klíčový jeho historický kontext.
Třináctá kapitola knihy Zjevení obsahuje vidění dvou šelem představujících různá protivenství, jež potkají křesťany, kterým je spis adresován. První šelma vystupuje z moře a symbolika s ní spojená poukazuje na nastávající rozhodující boj mezi Bohem a Satanem, jehož je šelma pozemskou představitelkou. Atributy sedmi rohů a deseti hlav mohou být odkazy na jména, která hrála úlohu v císařském kultu v římské říši. Klíčem k pochopení symboliky této postavy může být zmínka o zahojené smrtelné ráně na jedné z hlav šelmy (Zj 13,3), neboť odkazuje na legendu o navracejícím se Neronovi, který roku 68 spáchal sebevraždu. Podle legendy však skutečně nezemřel, ale uprchl k Parthům, aby se zakrátko vrátil v čele vojska a zaujal své dřívější mocenské postavení. Vzhledem k tomu, že Jan chce povzbudit křesťany své doby, je nejspíše tímto navrátivším se Neronem Domitianus, vládnoucí v době sepsání spisu. Cílem této mocnosti je podle v. 7 pronásledování křesťanů; věřící však může obstát pouze, je-li „zapsán do Beránkovy knihy života“. Výklad o šelmě je tedy nejspíše napomenutím pro křesťany v Malé Asii, že jejich bezvýchodná situace leží v Božích rukou – a na nich záleží, zda budou stát při Bohu a Kristu, nebo uznají totalitní nárok římské říše, představovaném uctíváním císaře jako boha.
Ve druhé části kapitoly se vyskytuje druhá šelma, vystupující ze země a která je na první pohled zaměnitelná svým zjevem s Beránkem, Kristem. Její původ však prozrazuje její řeč, podobná draku, a zcela slouží první šelmě. Tato šelma nepředstavuje dle všeho žádnou konkrétní postavu, ale více lidí, kteří se zřejmě v Malé Asii zasazují o císařský kult a nutí obyvatelstvo, aby uctívalo císařovy sochy. Situace, kterou kniha Zjevení popisuje, je podobná situaci židovského národa ve 2. století př. n. l. za Antiocha IV. Epifana a užívá se zde symboliky, kterou tehdejší situaci vyobrazovala kniha Daniel a další apokalyptická literatura. Lze tedy nalézt paralelu mezi absolutním požadavkem kultu ze strany Antiochovy a císařským kultem, který si vyžaduje celého člověka, proto lidé uctívající císaře musí na pravé ruce nebo na čele nosit cejch (míněno zde zřejmě symbolicky); toto znamení spočívá ve jménu šelmy a v čísle jejího jména. Poslední verš této kapitoly ukazuje hodnotu tohoto čísla.:
To je třeba pochopit: kdo má rozum, ať sečte číslice té šelmy. To číslo označuje člověka, a je to číslo šest set šedesát šest (Zj 13,18).
Knihu Zjevení lze vykládat i jinak, než pouze na základě současných okolností sepsání spisu. Kromě poselství pro čtenáře své doby může být kniha chápána i jako univerzální poselství o teologii dějin, jimž vládne Kristus, a o strukturách zla, které vystupuje proti křesťanům, nebo může být chápána jako předpověď budoucích (z Janova hlediska) událostí.

## Hodnota čísla
Kritická vydání Nového zákona považují na základě stáří rukopisů, které toto číslo uvádějí, za nejpravděpodobnější hodnotu čísla šelmy 666. Toto čtení nalezneme v nejvýznamnějších a nejstarších rukopisech, konkrétně v majuskulním kodexu alexandrijském ze 4. století a především velmi slavném papyrovém zlomku Chester Beatty III (P47) ze 3. století, stejně jako v dalších rukopisech a citacích u starověkých autorů, např. Ireneje z Lyonu, Hippolyta Římského, Órigena a dalších. Textové varianty jsou známy již více než 200 let a ani nové objevy z roku 2005, navazující na objev starověkých papyrů v Oxyrhynchu nevnášejí nic nového. Čtení „616“ v textu Zj 13,18 uvádí pouze okrajové a pozdější rukopisy, Codex Ephraemi rescriptus z 5. století uložený v pařížské knihovně, jeden z rukopisů Irenejových děl a nově též jeden z oxyrhynžských papyrů z období kolem roku 300. Čtení „615“ lze nalézt pouze v minuskulním rukopisu z 11. století (2344).

## Význam čísla
Číslům se ve starověkém světě připisoval význam a místo číslic se užívalo písmen, která měla svou číselnou hodnotu. Čtenář knihy je tedy vyzván, aby si rozluštil ono číslo šelmy, avšak k tomu potřebuje být nadán určitou moudrostí, neboť je mohou rozluštit pouze zasvěcení.
Dnes nejčastěji přijímaným vysvětlením je préteristický výklad, ve kterém je číslo symbolicky spojeno s určitou soudobou osobností. Historické souvislosti, zmíněné v předchozím oddílu, ukazují na spojitost mezi šelmou z moře a císařem Domitianem. Většina odborníků se domnívá, že číslo 666 je součtem pohebrejštěného jména císaře Nerona, které se psalo נרון קסר, Nerón Qesar; jednotlivé konsonanty dohromady tvoří číslo 666, pokud se od jména oddělí koncové ן, číselná hodnota jména je 616. Toto číslo se však podle zmiňované legendy o Neronově návratu nevztahuje přímo na něj, ale na Domitiana. Důvodem, proč bylo jméno takto zašifrováno, byla zřejmě obrana před možným ohrožením křesťanů, pokud by se spis dostal někomu nepovolanému do ruky. Číslo 6 je pak symbolicky vnímáno jako číslo nedokonalosti, neboť je umenšením ideálního čísla plnosti, sedmičky.

### Interpretace v průběhu dějin
Během dějin se číslo vykládalo různě – někteří středověcí exegeté a Martin Luther v protipapežské polemice toto číslo vztahovali na papeže, jehož označovali za antikrista.
V dnešní době některé teorie spiknutí a okrajové skupiny či sekty zneužívají čísla 666 a jeho symboliky pro svou argumentaci, případně jako znamení konce světa, ačkoli tato argumentace bývá sama o sobě velmi pochybná a vědecky neudržitelná. Takto mohou např. horovat proti produktům, na jejichž čárovém kódu lze najít tři šestky, mohou se též pokoušet spojovat číslo se jménem konkrétních současných osob a tvrdit, že se jedná o antikristy.
Některé interpretace se dále šíří, přestože je lze pokládat spíše za náhodu. Několik příkladů:
- Jméno Hitler dá dohromady 666, pokud se „a“ počítá jako 100, „b“ jako 101 atd. Problém s tímto výpočtem je naprostá náhodnost počátečního čísla 100. Pokud se „a“ počítá jako 158 (telefonní číslo policie), součet dá 666 pro jméno Pepa. Pepa, tedy Josef, patří mezi nejčastější jména v České republice, a je obtížné připustit, že jsou všichni antikristy.
- Jméno Bill Gates v ASCII dá 663 (tedy pokud zapsáno jako "BILLGATES"). Jeho celé jméno je William Henry Gates III., 663+3=666. Dále např. "Hitler" v ASCII dá 616, ale také jméno "Kristus" (z definice nejméně pravděpodobný kandidát na antikrista) dá 666, pokud se u každého písmene odečte hodnota 13.

Podobně některé teorie spiknutí nacházejí číselný význam i u reálií, které nás obklopují. Podle některých těchto teorií je ďábelský i internet, protože hebrejské písmeno ו, wáw, má číselnou hodnotu 6 a nejužívanější internetovou zkratkou je WWW (krom jiných absurdit tato teorie pokulhává v tom, že spojení tří ו nedává dohromady 666, ale 18). Podobně má číselná hodnota anglického slova computer (počítač) násobená šesti dávat dohromady 666.
Některé skupiny dnes také chápou cejch či znamení šelmy jako implantovaný čip. Čip ovšem může být (z hlediska narušení soukromí) stejně nebezpečný bez ohledu na to, zda je uložený na pravé ruce nebo na čele nebo kdekoliv jinde.
Zvláštním názorem je názor hnutí Raeliánů, kteří tvrdí, že číslo 666 je počet generací, které existují na Zemi za posledních přibližně 13 000 let, kdy naši planetu kontaktovali mimozemské civilizace Elohim a stvořili člověka. Tyto generace existovaly v dobách, kdy vědecký pokrok neexistoval. Generace 666-ta v pořadí je generace lidí po roce 1945, kdy lidstvo vstoupilo do Věku Apokalypsy. Následující generace jsou ty, které vlastně rozhodují o tom, zda se lidstvo vybere cestou sebedestrukce, nebo dosažení Zlatého Věku, tedy cestou Satana nebo cestou Lásky.

### Pohled vědy
Věda podobné konstrukce označuje za pouhou algebraickou a numerickou gymnastiku. Výrazy se zdají působivé, neboť není vidět, kolik práce a hledání dalo sestavit výraz, jehož hodnota je blízká požadovanému číslu. S trochou píle lze najít libovolné vztahy. Např. výraz
{\displaystyle 666+6+6+6=(6-6/6)^{(6+6+6)/6}+6^{(6+6+6)/6}+(6+6/6)^{(6+6+6)/6}}
vypadá velmi zajímavě a určitě nemá žádný apokalyptický význam.
V roce 1994 byl v Journal of Recreational Mathematics zveřejněn vztah mezi číslem šelmy a zlatým řezem
{\displaystyle \sin(666^{\circ })+\cos(6*6*6^{\circ })\approx -\varphi }

## Číslo 666 v kultuře

### Strach z čísla
- Podobně jako v případě čísla 13 mají někteří lidé strach z čísla 666. Tato fobie se odborně nazývá hexakosioihexekontahexafobie. Z tohoto důvodu byl procesor Pentium III, taktovaný na 666,666 MHz, marketingově označen jako 667 MHz. Intel tvrdil, že se jedná o zaokrouhlení, ale to nevysvětluje proč byl procesor 80486 s frekvencí 66,666 MHz označen jako 66 MHz, 466,666 MHz Celeron jako 466 a 866,666 MHz Pentium III jako 866.

### Film
- Ve filmu Omen měl hlavní hrdina Damien Thorn mateřské znamínko ve tvaru čísla 666. Číslo je vysvětleno jako symbol nesvaté trojice – Ďábel, Antikrist a falešný prorok. Film byl vypuštěn 6. června 1976 a přepracovaná verze byla uvedena 6. června 2006.
- Ve filmu Pulp Fiction má kufřík, který vyzvedávají Jules s Vincentem, číselný kód 666. Podle režiséra Quentina Tarantina není obsah kufříku podstatný a nikdy nebyl specifikován. I přesto vznikla řada konspiračních teorií, nejznámější tvrdí, že obsahem je duše Marselluse Wallace.

### Hudba
- The Number of the Beast je slavnou písní britské heavy metalové kapely Iron Maiden z roku 1982 na stejnojmenném albu.
- „666“ je skladba české black metalové skupiny Root z alba Zjevení

### Hry
- hazardní hra ruleta, na ruletovém kole jsou čísla 0–36, jejichž součet dává číslo 666
- TCP/IP port 666 je oficiálně registrován firmou Id Software, výrobcem hry Doom, pro síťovou hru více hráčů. Zde se pravděpodobně jedná o záměr. Port 616 je registrován pro SCO System Administration Server. Firma SCO se později ve světě linuxu neblaze proslavila jako jeden z největších linuxových patentových parazitů, jehož právní záměry měly velmi blízko ke zničení celého Linuxového open-source ekosystému, nemluvě o terorizování jednotlivých dodavatelů i uživatelů[2].

### Číslo šelmy a čárový kód
Podle některých (konspiračních) teorií byl nejběžnější čárový kód EAN-13 navržen s vnitřní symbolikou čísla 666.